# Barbara-David Brüesch
Barbara-David Brüesch (* 1975 in Chur) ist eine Schweizer Theaterregisseurin.

## Werdegang
Barbara-David Brüesch studierte Regie an der Hochschule für Schauspielkunst „Ernst Busch“ Berlin. Während des Studiums gründete sie die freie Gruppe HundinHose. Seit 2001 arbeitet sie als Theater- und Opernregisseurin.

## Auszeichnungen und Nominierungen (Auswahl)
- 2003: Förderpreises der Stadt Chur[2]

## Werke (Auswahl)
- 2008: Fräulein Julie, von August Strindberg, Schauspiel Stuttgart[3]
- 2012: Makulatur, von Paulus Hochgatterer, Wiener Festwochen[4]
- 2018: Geschichten aus dem Wiener Wald, von Ödön von Horváth, Theater St. Gallen[5]